# Municipio de Ontonagon
El municipio de Ontonagon (en inglés: Ontonagon Township) es un municipio ubicado en el condado de Ontonagon en el estado estadounidense de Míchigan. En el año 2010 tenía una población de 2579 habitantes y una densidad poblacional de 5,14 personas por km².

## Geografía
El municipio de Ontonagon se encuentra ubicado en las coordenadas 46°50′7″N 89°16′37″O / 46.83528, -89.27694. Según la Oficina del Censo de los Estados Unidos, el municipio tiene una superficie total de 501.37 km², de la cual 499,55 km² corresponden a tierra firme y (0,36 %) 1,82 km² es agua.

## Demografía
Según el censo de 2010, había 2579 personas residiendo en el municipio de Ontonagon. La densidad de población era de 5,14 hab./km². De los 2579 habitantes, el municipio de Ontonagon estaba compuesto por el 97,75 % blancos, el 0,08 % eran afroamericanos, el 0,62 % eran amerindios, el 0,16 % eran asiáticos, el 0,23 % eran de otras razas y el 1,16 % eran de una mezcla de razas. Del total de la población el 1,01 % eran hispanos o latinos de cualquier raza.